# Monotype Corporation
Pour les articles homonymes, voir Monotype.
Monotype Imaging est une holding américaine basée à Woburn spécialisée dans la composition, la fonderie de polices d’écriture et l’imagerie numérique pour l’électronique grand public.

## Histoire

### Fondation et développement
La société s'appelle à l'origine, The Lanston Monotype Machine Company, elle a été fondée par Tolbert Lanston (en) à Philadelphie, en 1887. Elle exploite le brevet de la Monotype, une machine capable de transformer de petits bouts de métal ramolli (un mélange d'étain et de zinc) en une succession de lettres ou de signes destinées, via une carte perforée, à la fabrication de textes pour l'impression suivant des formats de composition différents, ce qui représentait un énorme progrès par rapport aux techniques typographiques manuelles classiques, et une plus grande souplesse et rapidité que la technique par blocs de texte, développées par la société Linotype, son concurrent direct, fondée en 1884. En 1897, une filiale est ouverte à Londres, sous le nom de Lanston Monotype Corporation Ltd, et pénètre le marché européen : la société qui prend le nom de Monotype Corporation, ouvre une importante usine près de Redhill (Surrey),. Stanley Morison fut employé dans cette société de 1923 à 1962.
La compagnie pouvait reproduire ou créer une grande quantité de polices d’écriture parmi les plus répandues actuellement comme Helvetica et Arial, ITC Franklin Gothic, ITC Avant Garde, Optima, et Times New Roman.

### Réorganisation et nouveaux métiers
En 1992, la Monotype Corporation est rachetée par une société d'investissement suisse, Cromas Holdings qui rebaptise l'ensemble des filiales (Europe, Asie), Monotype Systems Ltd. La marque Monotype Typography restait indépendante. La nouvelle entité se spécialise dans le secteur prépresse, et développe des progiciels de traitement de texte et d'image dédiés et à haut débit. En 1999, Agfa rachète à Cromas Holdings l'ensemble des produits Monotype. En 2004, Agfa cède à TA Associates, les actifs Monotype, recapitalise l'ensemble et fonde Monotype Imaging.
Monotype Imaging Holdings, cotée en bourse (NASDAQ : TYPE), est composée de plusieurs compagnies dont Monotype Imaging Inc., Mergenthaler Linotype Company (rachetée en 2007) et International Typeface Corporation.